# Nadočnicový oblouk

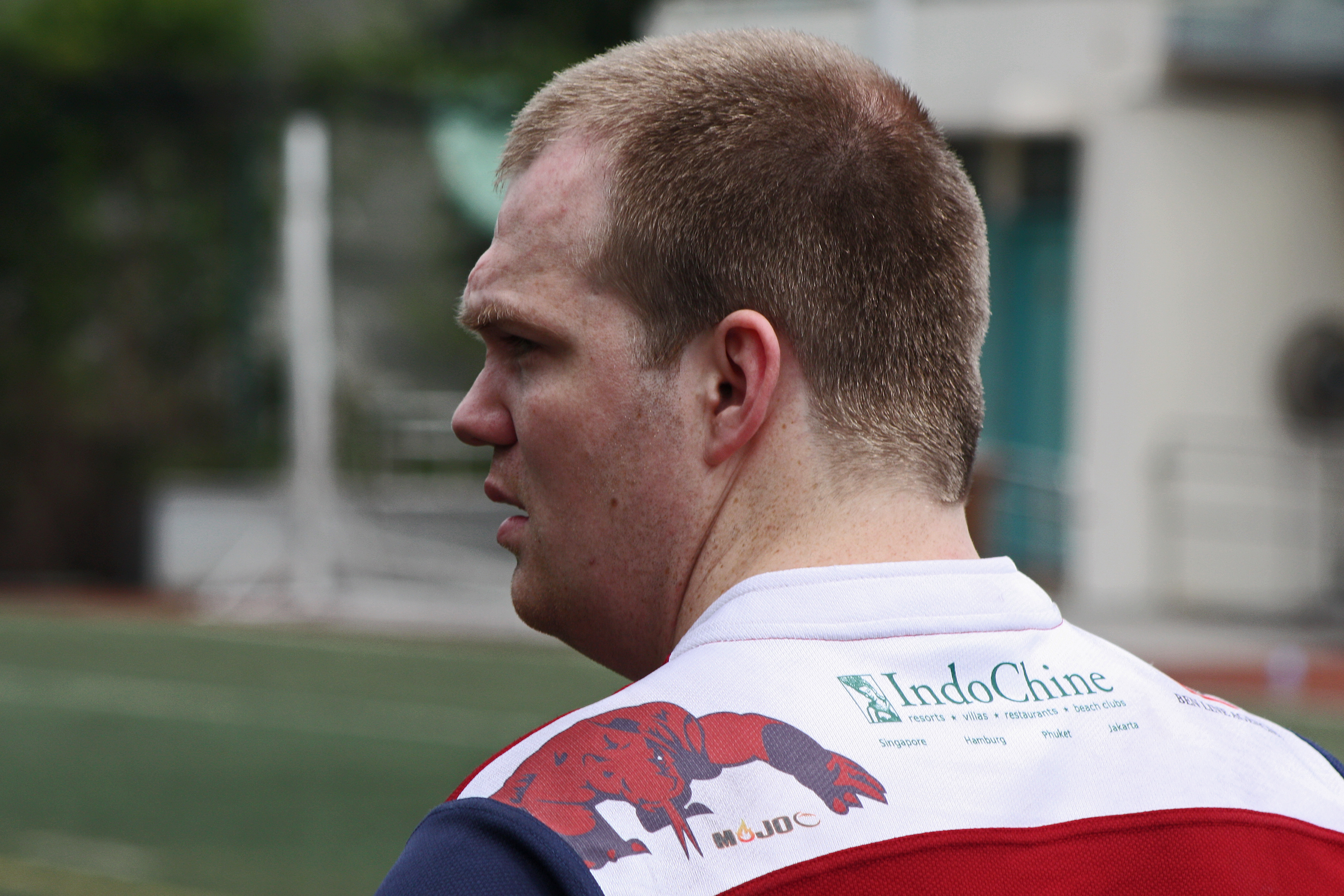
Výrazný nadočnicový oblouk u hráče ragby

Nadočnicový oblouk (latinsky arcus superciliaris nebo torus supraorbitalis) je vystouplý kostní lem nad očními jamkami přítomný na lebkách všech primátů. Předpokládá se, že jejich smyslem je zpevnění obličejové části lebky. U lidí jsou oba nadočnicové oblouky obvykle kryty obočím a jsou součástí čelní kosti, přestože u některých lidských populací zůstaly vlivem evoluce stále výrazné, u některých se skoro ztratily.
U různých druhů jsou nadočnicové oblouky různě výrazné, například u hominidů jsou výraznější než u člověka, u kterého jsou poměrně nevýrazné. Historicky byly také nadočnicové oblouky výrazné u neandrtálců.